# Land of the Dead: Road to Fiddler's Green
Land of the Dead: Road to Fiddler's Green es un videojuego de disparos en primera persona basado en la película de terror de zombis de 2005 Land of the Dead de George A. Romero, funcionando como una precuela de esta. Fue desarrollado por Brainbox Games y publicado por Groove Games el mes de octubre del año 2005.

## Trama
El juego sirve como precuela de la película Land of the Dead de George A. Romero (2005), ocurriendo durante el brote inicial de la pandemia de zombis. El jugador asume el papel de un granjero llamado Jack, quien, un día, encuentra su granja asediada por los muertos vivientes. Después de encontrar las otras granjas cercanas desoladas y a sus vecinos muertos, se dirige a la ciudad con la esperanza de encontrar ayuda, pero, en cambio, encuentra la ciudad en ruinas e invadida por los muertos vivientes. Más tarde, Jack se entera de la existencia de un refugio seguro ubicado dentro de la ciudad y tiene como prioridad llegar a este.

## Gameplay
Land of the Dead: Road to Fiddler's Green utiliza el formato tradicional de disparos en primera persona. El jugador cuenta con una alta gama de armas (ya sean de cuerpo a cuerpo o de fuego) para luchar contra las hordas de zombis. Algunas de estas son capaces de desmembrar a los zombis, mientras que otras no. El jugador puede disparar o cortar las mandíbulas, cabezas, brazos, antebrazos y piernas de los zombis, lo cual le da una ventaja muy efectiva al momento de escapar. Los zombis aparecen en muchas variedades (regulares, armados con un arma cuerpo a cuerpo, reptadores, vomitadores, aulladores que convocan a otros zombis, venenosos y explosivos) y cada uno requiere un número diferente de golpes para "morir" que varía según el nivel de programado dificultad para la partida. El protagonista no se convierte en zombi, pero se entiende que los demás personajes que mueran por cualquier motivo sí se convierten en zombis, igual que en la película .
El aspectonente multijugador consta de diferentes tipos de partidas, las cuales consisten en: modos de combate a muerte, combate a muerte por equipos y "Capturar la bandera". También existe un modo "Invasión" (supervivencia cooperativa), donde los jugadores quedan atrapados en un pequeño mapa donde deben sobrevivir durante un período de tipreviamente eefinidminado. En este modo, las armas y municiones se regeneran en los mismos luga vez, lo que permite eludir la escasez de municiones. Los jugadores también pueden recoger armas cuerpo a cuerpo de zombis recién asesinados que las hayan empuñado. Hay algunas variaciones de los mapas de Invasión en las cuales los jugadores que mueran o sean mordidos se convierten en zombis e intentan matar a sus antiguos compañeros de equipo.

## Desarrollo
El diseñador Christopher Locke sintió que la serie Living Dead era "sencillamenrte fantástica desde la perspectiva del diseño de un videojuego", y vio en el hecho de que Romero estaba filmando Land of the Dead una oportunidad para considerar la posibilidad de vincular ambos proyectos. Brainbox Games tuvo un juego para PC de un solo jugador desarrollado por completo antes de acercarse a Universal Pictures para un acuerdo de licencia. Dicho estudio aprobó el proyecto y trabajó con los desarrolladores para agregar elementos relacionados con la historia y los entornos que lo relacionaran con la película, como no incluir la palabra "zombie".

## Recepción
El juego recibió críticas generalmente desfavorables por parte del público según el sitio web de reseñas Metacritic. Álex Navarro, del sitio GameSpot, escribió que el juego era "o la obra de arte de videojuegos más vanguardista que jamás haya llegado al mercado minorista, o, en absoluto, el peor videojuego del año. En realidad, probablemente sea esto último". La versión para Xbox fue posteriormente elegida por el sitio como el peor videojuego lanzado en 2005.